# Sasy
 (février 2018).
Si vous disposez d'ouvrages ou d'articles de référence ou si vous connaissez des sites web de qualité traitant du thème abordé ici, merci de compléter l'article en donnant les références utiles à sa vérifiabilité et en les liant à la section « Notes et références ».
Sasan Yafte (né le 18 novembre 1988 à Ahvaz), mieux connu sous son nom de scène Sasy et anciennement Sasan Mankan, est un chanteur iranien. D'après Reuters, il s'agit d'un des rappeurs underground les plus connus d'Iran.